# مارتن هايز
مارتن هايز (بالإنجليزية: Martin Hayes)‏ (21 مارس 1966 في المملكة المتحدة - ) هو مدرب كرة قدم ولاعب كرة قدم بريطاني في مركز جناح ‏. شارك مع منتخب إنجلترا تحت 21 سنة لكرة القدم. أما مع النوادي، فقد لعب مع سوانزي سيتي وكوفنتري سيتي ونادي أرسنال ونادي سلتيك ونادي كليفتونفيل ونادي ويمبلدون ونادي كرولي تاون ونادي دوفر أتليتيك وبيشوب ستورتفورد وThurrock F.C. ‏ ونادي ساوثيند يونايتد ونادي رومفورد ‏.

## وصلات خارجية
- مارتن هايز على موقع قاعدة بيانات كرة القدم.إي يو (الإنجليزية)
- مارتن هايز على موقع Soccerbase.com (لاعب) (الإنجليزية)